# Harm Kuper
Harm Kuper (* 1966 in Oldenburg) ist ein deutscher Erziehungswissenschaftler und Professor an der Freien Universität Berlin. Er ist ein Experte für Bildungsmonitoring.  

## Leben
Harm Kuper ist zum Landwirt ausgebildet worden und hat 1990 bis 1994 Erziehungswissenschaft, Soziologie und Psychologie an der Freien Universität Berlin studiert. Als Diplom-Pädagoge arbeitete er über die Themenbereiche Bildungsorganisation, Bildungsmonitoring und Weiterbildung. 1999 wurde er über betriebliche Weiterbildung promoviert, forschte weiter als Assistent an der FU und wurde  2003 mit einer Arbeit über erziehungswissenschaftliche Evaluationsforschung habilitiert. Von 2003 bis 2006 war er als Professor für Bildungsorganisation und Bildungsmanagement an der Bergischen Universität Wuppertal tätig, wo er am Aufbau eines Zentrums für Lehrerbildung beteiligt war. Seit 2006 ist er Professor für Weiterbildung und Bildungsmanagement an der FU Berlin. Er war bis einschließlich 2022 Vorsitzender des wissenschaftlichen Beirats der Steuerungsgruppe „Feststellung der Leistungsfähigkeit des Bildungswesens im internationalen Vergleich“ und deshalb ständiges Mitglied der Ständigen Wissenschaftlichen Kommission der Kultusministerkonferenz. Von 2018 bis 2022 war er der Vorsitzende der Deutschen Gesellschaft für Erziehungswissenschaft.

## Schriften (Auswahl)
- Weiterbildung im sozialen System Betrieb (Zugl.: Berlin, Freie Univ., Diss., 1999), Lang, Frankfurt am Main u. a. 2000, ISBN 978-3-631-36249-5.
- mit Andreas Martin, Andreas, Klaus Schömann, Josef Schrader (Hrsg.): Deutscher Weiterbildungsatlas Bertelsmann, Bielefeld 2015, ISBN 978-3-7639-5596-1.
- Evaluation im Bildungssystem. Eine Einführung, Kohlhammer, Stuttgart 2005, ISBN 978-3-17-018206-6.
- mit Julia Schneewind (Hrsg.): Rückmeldung und Rezeption von Forschungsergebnissen. Zur Verwendung wissenschaftlichen Wissens im Bildungssystem, Waxmann, Münster u. a. 2006, ISBN 978-3-8309-1640-6.
- mit Andrea Goldenbaum (Hrsg.): Schulen übernehmen Verantwortung. Konzeption, Praxisberichte und Evaluation, Waxmann, Münster u. a. 2011, ISBN 978-3-8309-2620-7.
- mit Hermann Josef Abs / Renate Martini (Hrsg.): Datenreport Erziehungswissenschaft 2020, Barbara Budrich, Opladen 2020, ISBN 978-3847424192.